# Savitri Devi
Savitri Devi Mukherji (n. 30 septembrie 1905, Lyon, Rhône⁠(d), Franța – d. 22 octombrie 1982, Sible Hedingham⁠(d), Braintree⁠(d), Anglia, Regatul Unit) a fost pseudonimul utilizat de scriitoarea de originea greacă și franceză Maximiani Portas. Aceasta a fost o susținătoare a ecologiei profunde și a nazismului, și a spionat pe parcursul celui de-Al Doilea Război Mondial forțele aliate din India. A redactat lucrări despre mișcările care militau pentru drepturile animalelor și a condus mișcarea nazistă underground în anii '60.
Devi a redactat manifestul The Impeachment of Man în 1959 și a propus o sinteză a hinduismului și a nazismului, caracterizând-ul pe Adolf Hitler ca fiind trimisul providenței, un avatar al zeului Vișnu. Considera că sacrificarea lui Hitler de către puterea răului, evreii, va încheia etapa Kali Yuga. Lucrările sale au influențat ocultismul nazist și neonazismul. Printre ideile sale se regăsește clasificarea „omului deasupra timpului”, „omului în timp” și „omului împotriva timpului”. Savitri Devi a respins ideile creștinismului și a adoptat o formă de monism panteist; un unic cosmos natural format din energie-materie divină.
Este considerată unul dintre pionierii ocultismului nazist, ecologiei profunde și mișcării New Age. De asemenea, a influențat mișcarea alt-right și perspectivele diplomatului chilian Miguel Serrano. În 1982, Franco Freda a publicat o traducere în limba germană a lucrării sale Gold in the Furnace, iar cel de-al patrulea volum de recenzii Risguardo (1980–) a fost dedicat lui Devi, caracterizată drept „misionarul păgânismului arian”.
Savitri a fost asociată în perioada postbelică cu Françoise Dior, Otto Skorzeny, Johann von Leers și Hans-Ulrich Rudel. A fost unul dintre membrii fondatori ai World Union of National Socialists.

## Copilăria și studiile
Născută Maximiani Julia Portas în 1905, Savitri Devi era fiica lui Maxim Portas, cetățean francez de origine greacă și italiană, și a Juliei Portas, de origine engleză. Maximine Portas s-a născut prematur, cântărind doar 930 de grame. Doctorii au fost reticenți cu privire la șansele sale de supraviețuire. A susținut drepturile animalelor încă din copilărie. Prima sa afiliere politică a fost cu naționalismul grec.
Portas a studiat filozofia și chimia, obținând două masterate și un doctorat în filosofie în cadrul Universității din Lyon. Odată cu călătoria spre Grecia, a intrat în contact cu descoperirile lui Heinrich Schliemann din Anatolia. Prin urmare, a ajuns la concluzia că grecii aveau origini ariane. Primele două lucrări redactate de Savitri au fost Essai-critique sur Théophile Kaïris (Eseu critic despre Theophilos Kairis) și La simplicité mathématique (Simplitatea matematică), ambele în 1935. Între 1932 și 1935, a fost tutorele filosofului Cornelius Castoriadis (1922-1997).

### Ideologia nazistă
La începutul anului 1928, a renunțat la cetățenia franceză și a obținut-o pe cea greacă. În timpul pelerinajului în Palestina în perioada Postului Mare, Portas a decis că este nazistă.
În 1932, a călătorit în India în căutarea unei culturi ariane păgâne. După aderarea la religia hinduistă, a preluat numele de Savitri Devi („Zeița Razelor de Soare” în sanscrită). A militat împotriva iudeo-creștinismului și a redactat  A Warning to the Hindus prin care își afirma sprijinul pentru independența și naționalismul hindus. Mai mult, s-a împotrivit răspândirii creștinismului și islamului în India. În perioada anilor 1930, a distribuit propagandă pro-nazistă și i-a spionat pe britanici în India.
Spre finalul anilor 1930, a contribuit la inițierea relațiilor dintre Subhas Chandra Bose și reprezentanții Imperiului Japonez.

### Al Doilea Război Mondial
Pe parcursul celui de-Al Doilea Război Mondial, legăturile sale cu puterile Axei i-au cauzat probleme în familie pe motiv că mama sa a luptat alături de Rezistența franceză în perioada ocupației naziste.
În 1940, Devi s-a căsătorit cu Asit Krishna Mukherji, un bengalez cu perspective naziste, editor al ziarului pro-german New Mercury. De-a lungul anului 1941, Devi a interpretat ajutorul militar oferit Greciei ca către aliați ca reprezentând o invazie a acesteia. Devi și Mukherji au continuat să-i spioneze pe britanici, iar informațiile obținute erau transmise serviciilor japoneze de spionaj. În baza acestora erau realizate atacuri asupra trupelor și bazelor aliate.

## Drepturile animalelor
Devi a fost un pionier al activismului pentru drepturile animalelor, practica vegetarianismul și susținea perspectivele ecologismului. A redactat lucrarea The Impeachment of Man (1959) în India, lucrare în care își descria perspectivele privitoare la drepturile animalelor și natură. Conform acesteia, ființele umane nu sunt superioare animalelor, ci sunt parte a unui ecosistem (toate viețuitoarele ar trebui respectat).
Era adepta unui vegetarianism radical și susținea pedeapsa capitală pentru cei care „nu respectă natura sau animalele”. Considera vivisecția, circurile, uciderea animalelor și industria blănurilor ca nefiind compatibile cu societatea civilizată.

## Moartea
Spre finalul anilor 1970, Savitri Devi a dezvoltat cataractă, iar vederea sa s-a deteriorat puternic. Un funcționat al ambasadei Franței în India, Myriam Hirn, o vizita deseori. A decis într-un final să părăsească India și să se reîntoarcă în Germania în 1981. S-a mutat în Franța în 1982.
A încetat din viață în 1982 în Sible Hedingham, Essex, Anglia, în casa unui prieten. Cauza morții a fost stabilită ca fiind infarct miocardic și tromboză coronariană. Cenușa sa a fost păstrată într-o clădire din cărămizi lângă cenușa lui George Lincoln Rockwell în Arlington, Virginia.

## Cărți
| An                                            | Titlu | ISBN                                               | Rezumat |
| --------------------------------------------- | --- | -------------------------------------------------- | --- |
| 1935                                          | Essai critique sur Théophile Kaïris                                                                                 |                                                    | Teza doctorală despre viața și gândirea filosofului grec Theophilos Kairis.                                         |
| 1935                                          | La simplicité mathématique                                                                                          |                                                    | Despre natura simplicității în matematică.                                                                          |
| 1940 (redactată între 1935-6)                 | L'Etang aux lotus (The Lotus Pond)                                                                                  |                                                    | Gânduri despre India. Reflecții culturale, politice și filosofice.                                                  |
| 1936                                          | A Warning to the Hindus                                                                                             | ISBN: 978-81-85002-40-8                            | Scrisă în sprijinul naționalismului și independenței hinduse.                                                       |
| 1940                                          | The Non-Hindu Indians and Indian Unity                                                                              |                                                    | Promovează ideea că India trebuie să depășească prejudiciile sociale în vederea constituirii unei unități politice. |
| 1946                                          | A Son of God: The Life and Philosophy of Akhnaton, King of Egypt                                                    | ISBN: 0-912057-95-5 and ISBN: 0-912057-17-3        | Expune viața monoteistului egiptean (despre care Sigmund Freud speculează că ar fi Moise)                           |
| 1951                                          | Defiance | ISBN: 0-9746264-6-5                                | Lucrare autobiografică în care era detaliată arestarea, judecarea și închiderea ei în Germania anilor 1949.         |
| 1952 (redactată între 1948-9), reeditată 2005 | Gold in the Furnace                                                                                                 | ISBN: 978-0-906879-52-8 și ISBN: 978-0-9746264-4-4 | Condițiile Germaniei postbelice.                                                                                    |
| 1958 (redactată între 1953-9)                 | Pilgrimage |                                                    | Despre pelerinaje.                                                                                                  |
| 1958 (redactată între 1948–56)                | The Lightning and the Sun                                                                                           | ISBN: 978-0-937944-14-1                            | |
| 1959 (redactată între 1945)                   | Impeachment of Man                                                                                                  | ISBN: 978-0-939482-33-7                            | Despre drepturile animalelor și ecologie.                                                                           |
| 1965 (redactată între 1957–60)                | Long-Whiskers and the Two-Legged Goddess, or The True Story of a "Most Objectionable Nazi" and... half-a-dozen Cats |                                                    | |
| 1976 (redactată între 1968–71)                | Souvenirs et reflexions d’une aryenne (Memories and Reflections of an Aryan Woman)                                  |                                                    | O serie de eseuri filosofice                                                                                        |
| 2005                                          | And Time Rolls on: The Savitri Devi Interviews                                                                      | ISBN: 978-0-9746264-3-7                            | Interviuri înregistrate în Calcutta (1978)                                                                          |
| 2012 (redactată între 1952-53)                | Forever and Ever: Devotional Poems                                                                                  |                                                    | Colecție de poeme dedicate lui Adolf Hitler.                                                                        |